# Club Atlético Barracas Juniors
El Club Atlético Barracas Juniors es un club deportivo argentino de fútbol fundado en 1912 en el barrio de Barracas, ubicado en el sureste de la ciudad de Buenos Aires. Este club en sus primeras décadas compitió en la Segunda División de Argentina, la segunda categoría del fútbol argentino, y llegó a participar en el Campeonato Argentino de Clubes, la máxima categoría del baloncesto argentino.
Además del fútbol y el baloncesto, se practican otros deportes como boxeo, balonmano, tenis, taekwondo, entre otros.

## Historia

### Primeros años
El 31 de julio de 1912, un grupo de jóvenes del barrio de Barracas se reunieron en Avenida Regimiento de los Patricios al 1893 para dar origen al Club Atlético Barracas Juniors. La primera Comisión Directiva estuvo presidida por Antonio Benvenuto y constituida por Mariano Tadich, José Fogieta, Tobias Trini, Juan Pisani, Gaspar Visco, Antonio Tadich, Mario García López, José Líñeiro, Francisco Raffo, Pedro Corvan, Jorge Tadich, José Garcia, José Freire, Ernesto Lopez y Domingo Arbo.
Unos meses después, el club se afilia a la Asociación Argentina de Football para incorporarse a sus campeonatos en la temporada de 1913, compitiendo con su principal equipo por el ascenso a Primera División.
Con la unificación del football porteño en 1915, el club regresó a la Asociación, incorporándose en Segunda Liga, división que correspondió a la tercera división.
En el campeonato de 1917, el equipo estuvo cerca del ascenso, quedando escolta a cuatro puntos de Sp. Argentino.
En el campeonato de 1918, logró alcanzar el primer puesto de su sección junto a Sp. Avellaneda, cayendo por 1 a 0 en el partido desempate y quedando afuera de las finales, pero obteniendo finalmente el ascenso.

### En División Intermedia
En 1919, el equipo finalizó último en su zona, luego de que algunos clubes fueran desafiliados en medio de una nueva escisión en el football porteño. El 29 de mayo hizo su debut en la Copa de Competencia Jockey Club, siendo la primera y única vez que disputó una copa de Primera División, quedando rápidamente eliminado ante Boca Alumni.
En 1920, el equipo que participaba en el campeonato se disolvió. Luego de dos años, el equipo regresó a la división en 1923. En este período, pasó por el club Roberto Cherro, que jugaba en paralelo en Ferro Carril Oeste, aunque no llegó a disputar partidos oficiales.
En 1926 se afilia a la Asociación Amateurs de Football, compitiendo en la misma división aquel año.
En 1927, tras una nueva unificación de asociaciones, ocasionando la creación de la Primera División B, se desplazó la División Intermedia a la tercera categoría, por lo que el equipo pasó a competir por regresar a la segunda categoría.

#### Últimos campeonatos
En el campeonato de 1930, el equipo logró clasificar a la fase final, luego de vencer a Isla Maciel y a Lomas Wanderers en el cuadrangular desempate de su sección. En aquella instancia, logró el subcampeonato por primera vez, al quedar escolta a tres puntos de La Paternal, que se quedó con el único ascenso. Para este campeonato, se incorporó Antonio Cerrotti, llegado de El Porvenir tras haberse destacado en Boca Juniors.
En el campeonato de 1931, volvió a clasificarse a la fase final, pero no pudo repetir la campaña del año anterior, quedando privado de los puestos de ascenso.
En 1932 se alejó de los campeonatos, aunque se mantuvo afiliado a la Asociación hasta 1934, cuando esta se fusionó con la Liga Argentina para dar paso a la Asociación del Football Argentino. Sin embargo, el club continuó practicando el deporte en el ámbito amateur con sus divisiones inferiores hasta 1940.

### Lamarcha
Vamos muchachos unidos
todos juntos triunfaremos
y al mismo tiempo daremos
un hurra de corazón
por esos bravos muchachos
que lucharon con fervor
por defender los colores
de esta gran institución
Fragmento.

Fue durante la década de 1920 que el bandoneonista Juan Streiff y Juan Muffari compusieron la canción insignia del club basada en los cánticos, siendo luego grabada en un disco de pasta que desapareció de las instalaciones del club en 1928.
Décadas después, la canción fue la base de la marcha peronista, cuando en 1948 adaptaron la canción a la marcha de los obreros gráficos peronistas.
Aquella adaptación le ocasionó inconvenientes al club durante la década de 1950, cuando un bandoneonista del club fue detenido durante los carnavales de 1957 en la sede del club, siendo liberado luego de aclarada la situación. Lo mismo ocurrió para el propio Streiff, que recibió la visita de oficiales de la Marina.

### Nuevos rumbos
Durante la década de 1920 y tras la salida del fútbol oficial, el club comienza a incursionar en nuevos deportes.
En 1923, en el club comienza la práctica del boxeo, formándose peleadores como: Juan Trilloen
, peso mosca que participó en los Juegos Olímpicos de 1932; José Brescia, campeón sudamericano de los pesados; los hermanos Osvaldo y Carlos Cañeteen
, este último campeón argentino y sudamericano; y Astarita, Richezza, Gambetta, Ventura y Enrique Felpi, entre otros.
En 1934 se incorporan las bochas, destacándose la pareja de Pedro Caballé y el pibe Noriega, campeona metropolitana en 1946.

#### Llegada al baloncesto
El baloncesto llega al club en 1936, logrando en 1950 llegar al Campeonato Argentino de Clubes, la división máxima del baloncesto argentino en su momento, siendo durante aquella década y la de 1960 uno de los equipos más importantes del campeonato. Con el surgimiento del profesionalismo por medio de la Liga Nacional de Basquet a mediados de la década de 1980, el club se fue alejando del deporte oficial.

### Actualidad
Actualmente en el club se practican fútbol y baloncesto infantil, aikido, futsal, taekwondo y balonmano, así como también baile y folclore, entre otros.

## Infraestructura

### Cancha
En la década de 1920, tuvo su campo de juego ubicado entre las calles Vélez Sarsfield y Río Cuarto. El terreno era arrendado y estaba cercada con alambre de tejido tanto interna como externamente. Contaba con casillas para jugadores, cuartos de vestir y agua corriente. No contaba con tribunas.

### Sede social
Su primera sede estuvo ubicada en Avenida Regimiento de los Patricios al 1893, en el barrio de Barracas. Para 1923, estuvo ubicada en Iriarte al 1342. Para 1934, se mudaron la predio ubicado en Río Cuarto al 1400. En 1982 obtuvieron los terrenos ubicados entre las calles Iriarte y California. En 2007 se inauguró un gimnasio polideportivo sobre General Hornos, donde se ubica actualmente la sede.

### Otras instalaciones
Actualmente cuenta con dos gimnasios, uno en planta baja y otro en un primer piso, una cancha de tenis y una cancha de pádel.

## Datos del club

### Temporadas
- Temporadas en Primera División: 0
- Temporadas en segunda categoría: 7
  - Temporadas en División Intermedia: 7 (1913, 1919-1920, 1923-1926)
- Temporadas en tercera categoría: 10
  - Temporadas en Segunda División: 5 (1915-1919)
  - Temporadas en División Intermedia: 5 (1927-1931)

- Participaciones en Copa de Competencia Jockey Club: 1 (1919)
- Participaciones en Copa de Competencia Adolfo Bullrich: 1 (1927)

### Cronología por año
| Temp. | Div. | Clubes | Pos. | Pts. | PJ | PG | PE | PP | GF | GC | DG  | Copa                               | Otras copas |
| ----- | ---- | ------ | ---- | ---- | -- | -- | -- | -- | -- | -- | --- | ---------------------------------- | ----------- |
| 1913  | DI   | 26     | —    |      |    |    |    |    |    |    |     |                                    |             |
| 1915  | 2D   |        |      |      |    |    |    |    |    |    |     |                                    |             |
| 1916  | 2D   | 93     |      |      |    |    |    |    |    |    |     |                                    |             |
| 1917  | 2D   | 72     | 2.º  | 21   | 14 | 9  | 3  | 2  | 22 | 10 | 12  | Cuartos de final (CCED)            |             |
| 1918  | 2D   | 71     | 2.º  | 16   | 10 | 7  | 2  | 1  | 16 | 6  | 10  |                                    |             |
| 1919  | DI   | 28     | 7.º  | 10   | 16 | 5  | 0  | 11 |    |    |     | Sesentaicuatroavos de final (CCJC) |             |
| 1920  | DI   | 30     | —    |      |    |    |    |    |    |    |     |                                    |             |
| 1923  | DI   | 30     | —    |      |    |    |    |    |    |    |     |                                    |             |
| 1924  | DI   | 32     | —    |      |    |    |    |    |    |    |     |                                    |             |
| 1925  | DI   |        |      |      |    |    |    |    |    |    |     |                                    |             |
| 1926  | DI   | 19     | 8.º  | 8    | 16 | 3  | 2  | 11 | 10 | 30 | -20 |                                    |             |
| 1927  | DI   | 54     | 4.º  | 7    | 10 | 4  | 1  | 5  |    |    |     | Dieciseisavos de final (CCAB)      |             |
| 1928  | DI   |        |      |      |    |    |    |    |    |    |     |                                    |             |
| 1929  | DI   | 41     | 8.º  | 7    | 9  | 3  | 1  | 5  |    |    |     |                                    |             |
| 1930  | DI   | 43     | 2.º  | 30   | 22 | 13 | 4  | 5  |    |    |     |                                    |             |
| 1931  | DI   | 38     | FF   | 17   | 12 | 7  | 3  | 2  |    |    |     |                                    |             |

|  | Ascenso.       |
|  | Descenso.      |
|  | Desafiliación. |

### Cronología de equipos alternativos

#### Reservas
Cronología de los equipos de reserva y alternativos en categorías de la Asociación Argentina de Football:
| Temp. | Div. | Clubes | Pos. | Pts. | PJ | PG | PE | PP | GF | GC | DG  | Copa                          | Otras copas |
| ----- | ---- | ------ | ---- | ---- | -- | -- | -- | -- | -- | -- | --- | ----------------------------- | ----------- |
| 1917  | 3D   | 92     | 7.º  | 11   | 16 | 5  | 1  | 10 | 6  | 19 | -13 |                               |             |
| 1919  | DI   | 28     | 5.º  | 17   | 16 | 7  | 3  | 6  |    |    |     |                               |             |
| 1919  | 3D   | 90     | 5.º  | 9    | 14 | 4  | 1  | 9  |    |    |     |                               |             |
| 1920  | DI   | 30     | —    |      |    |    |    |    |    |    |     |                               |             |
| 1926  | DI   | 19     | 6.º  | 11   | 16 | 5  | 1  | 10 | 2  | 14 | -12 |                               |             |
| 1927  | DI   | 54     | 2.º  | 12   | 10 | 5  | 2  | 3  |    |    |     | Dieciseisavos de final (CCDI) |             |
| 1928  | DI   |        |      |      |    |    |    |    |    |    |     |                               |             |
| 1929  | DI   | 41     | 5.º  | 8    | 9  | 2  | 4  | 3  |    |    |     |                               |             |
| 1930  | DI   | 43     | 3.º  | 18   | 13 | 8  | 3  | 2  |    |    |     |                               |             |
| 1931  | DI   | 38     | 4.º  | 12   | 12 | 5  | 2  | 5  |    |    |     |                               |             |

#### Juveniles
Cronología de los equipos juveniles en categorías de la Asociación Argentina de Football:
| Temp. | Div. | Clubes | Pos. | Pts | PJ | PG | PE | PP | GF | GC | DG  | Copa                            | Otras copas |
| ----- | ---- | ------ | ---- | --- | -- | -- | -- | -- | -- | -- | --- | ------------------------------- | ----------- |
| 1926  | 4D   | 62     | CF   | 23  | 13 | 11 | 1  | 1  | 19 | 6  | 13  | —                               | —           |
| 1926  | 5D   | 26     | 6.º  | 5   | 12 | 2  | 1  | 9  | 5  | 20 | -15 | —                               | —           |
| 1927  | 4D   | 146    | ZS   | 26  | 14 | 13 | 0  | 1  |    |    |     | Treintaidosavos de final (CCCD) | —           |
| 1927  | 5D   | 54     | 2.º  | 9   | 8  | 3  | 3  | 2  |    |    |     | Octavos de final (CCQD)         | —           |
| 1928  | 5D   |        |      |     |    |    |    |    |    |    |     | Dieciseisavos de final (CCQD)   | —           |
| 1929  | 4D   | 178    | 3.º  | 13  | 10 | 6  | 1  | 3  |    |    |     | —                               | —           |
| 1929  | 5D   | 71     | 3.º  | 14  | 12 | 7  | 0  | 5  |    |    |     | —                               | —           |
| 1930  | 4D   | 181    | 5.º  | 5   | 10 | 1  | 3  | 6  |    |    |     | —                               | —           |
| 1930  | 5D   | 80     | 2.º  | 19  | 12 | 9  | 1  | 2  |    |    |     | —                               | —           |
| 1931  | 4D   | 122    | 4.º  | 10  | 12 | 4  | 2  | 6  |    |    |     | —                               | —           |
| 1931  | 5D   | 45     | 2.º  | 5   | 4  | 2  | 1  | 1  |    |    |     | —                               | —           |